# 伊藤里絵
伊藤 里絵（いとう りえ、1975年1月7日 - ）は、セント・フォース所属の女性フリーアナウンサー。神奈川県出身。血液型はB型。身長162cm。

## 来歴・人物
法政大学女子高等学校を経て法政大学法学部政治学科を卒業。学生時代から読者モデルやストリートファイターIIイメージガールなどの仕事を行い、各種メディアへの露出を行う。1997年にtssテレビ新広島（フジテレビ系列）へ入社。
2002年にtssを退社しジョイスタッフへ所属。フリーアナウンサーとして活動を始める。2003年にセント・フォースへ移籍。2006年12月24日に1歳年下の建設会社勤務の男性と結婚。2007年10月より産休に入り2008年2月23日に第1子（長男）を出産した。
2002年から『やじうまプラス』に出演し、2007年10月から産休に入っていたが、所属事務所の同僚で代役・後任だった甲斐まり恵（当時）・山岸舞彩・渡辺蘭の3名が2009年春をもって全員卒業するなどにより『やじうま』へ復帰する事はなかった。

## 出演
| 期間                | 期間                | 番組名                       | 役職                           |
| ------------------- | ------------------- | ---------------------------- | ------------------------------ |
| tssアナウンサー時代 | tssアナウンサー時代 | めざましテレビ（フジテレビ） | 広島ローカルでの中継レポーター |
| tssアナウンサー時代 | tssアナウンサー時代 | カープっ娘TV                 | キャスター                     |
| tssアナウンサー時代 | tssアナウンサー時代 | いきいき福山                 | キャスター                     |
| 2002年7月           | 2006年3月           | やじうまプラス（テレビ朝日） | 平日天気担当                   |
| 2006年4月           | 2007年3月           | やじうまプラス（テレビ朝日） | 平日新聞コーナー担当           |
| 2007年4月           | 2007年9月           | やじうまプラス（テレビ朝日） | 平日メインキャスター           |